# Marloes Coenen
Marloes Coenen (Olst, 31 de março de 1981) é uma ex-lutadora de MMA holandesa. Ela é ex-Campeã Peso Galo Feminino do Strikeforce, perdendo o título para Miesha Tate.

## Cartel no MMA
| Cartel no MMA   |             |            |
| 29 lutas        | 23 vitórias | 6 derrotas |
| Por nocaute     | 3           | 3          |
| Por finalização | 17          | 1          |
| Por decisão     | 3           | 2          |

| Res.    | Cartel | Oponente           | Método                                | Evento                               | Data       | Round | Tempo | Local                     | Notas                                                                               |
| ------- | ------ | ------------------ | ------------------------------------- | ------------------------------------ | ---------- | ----- | ----- | ------------------------- | ----------------------------------------------------------------------------------- |
| Derrota | 23-8   | Julia Budd         | Nocaute Técnico (socos)               | Bellator 174                         | 03/03/2017 | 2     | 2:42  | Oklahoma                  | Pelo Cinturão Inaugural Peso Pena Feminino do Bellator; Anunciou a sua aposentaria. |
| Derrota | 23-7   | Alexis Dufresne    | Finalização (triângulo de braço)      | Bellator 155                         | 20/05/2016 | 1     | 4:33  | Boise, Idaho              | Peso Casado; Dusfrene não bateu o peso.                                             |
| Vitória | 23-6   | Arlene Blencowe    | Finalização (chave de braço)          | Bellator 141                         | 28/08/2015 | 2     | 3:23  | Temecula, California      |                                                                                     |
| Vitória | 22-6   | Annalisa Bucci     | Finalização (mata leão modificado)    | Bellator 130                         | 24/10/2014 | 3     | 0:57  | Mulvane, Kansas           | Estréia no Bellator.                                                                |
| Derrota | 21–6   | Cristiane Justino  | Nocaute Técnico (socos e cotoveladas) | Invicta FC 6: Coenen vs. Cyborg      | 13/07/2013 | 4     | 4:02  | Kansas City, Missouri     | Pelo Cinturão Peso Pena Inaugural do Invicta FC.                                    |
| Vitória | 21–5   | Fiona Muxlow       | Finalização (chave de braço)          | Dream 18                             | 31/12/2012 | 1     | 3:29  | Saitama                   |                                                                                     |
| Vitória | 20–5   | Romy Ruyssen       | Decisão (unânime)                     | Invicta FC 1: Coenen vs. Ruyssen     | 28/04/2012 | 3     | 5:00  | Kansas City, Kansas       |                                                                                     |
| Derrota | 19–5   | Miesha Tate        | Finalização (triângulo de braço)      | Strikeforce: Fedor vs. Henderson     | 30/07/2011 | 4     | 3:03  | Hoffman Estates, Illinois | Perdeu o Cinturão Peso Galo Feminino do Strikeforce.                                |
| Vitória | 19–4   | Liz Carmouche      | Finalização (triângulo)               | Strikeforce: Feijao vs. Henderson    | 05/03/2011 | 4     | 1:29  | Columbus, Ohio            | Defendeu o Cinturão Peso Galo Feminino do Strikeforce.                              |
| Vitória | 18–4   | Sarah Kaufman      | Finalização (chave de braço)          | Strikeforce: San Jose                | 09/10/2010 | 3     | 1:59  | San Jose, California      | Ganhou o Cinturão Peso Galo Feminino do Strikeforce.                                |
| Derrota | 17–4   | Cristiane Justino  | TKO (socos)                           | Strikeforce: Miami                   | 30/01/2010 | 3     | 3:40  | Sunrise, Florida          | Pelo Cinturão Peso Pena Feminino do Strikeforce.                                    |
| Vitória | 17–3   | Roxanne Modafferi  | Finalização (chave de braço)          | Strikeforce: Fedor vs. Rogers        | 07/11/2009 | 1     | 1:05  | Hoffman Estates, Illinois | Estréia no Strikeforce.                                                             |
| Derrota | 16–3   | Cindy Dandois      | Decisão (unânime)                     | Beast of the East                    | 24/01/2009 | 3     | 5:00  | Zutphen                   |                                                                                     |
| Vitória | 16–2   | Asci Kubra         | TKO (socos)                           | KOE: Tough Is Not Enough             | 05/10/2008 | 1     | 1:51  | Rotterdam                 |                                                                                     |
| Vitória | 15–2   | Romy Ruyssen       | Finalização (mata leão)               | SLV 3: Thaibox Gala Night            | 02/08/2008 | 2     | 4:45  | Basel                     |                                                                                     |
| Vitória | 14–2   | Asci Kubra         | Finalização (chave de braço)          | Beast of the East                    | 31/05/2008 | 1     | N/A   | Zutphen                   |                                                                                     |
| Derrota | 13–2   | Roxanne Modafferi  | Decisão (dividida)                    | K-Grace 1                            | 27/05/2007 | 2     | 3:00  | Tóquio                    |                                                                                     |
| Vitória | 13–1   | Magdalena Jarecka  | Finalização (mata leão)               | K-Grace 1                            | 27/05/2007 | 2     | 1:35  | Tóquio                    |                                                                                     |
| Vitória | 12–1   | Keiko Tamai        | Finalização (mata leão)               | K-Grace 1                            | 27/05/2007 | 1     | 2:01  | Tóquio                    |                                                                                     |
| Vitória | 11–1   | Majanka Lathouwers | Finalização (chave de braço)          | Shooto Holland: Ultimate Glory 2     | 21/01/2007 | 2     | 3:10  | Utrecht                   |                                                                                     |
| Vitória | 10–1   | Yoko Takahashi     | Finalização (chave de braço)          | G-Shooto 04                          | 11/03/2006 | 1     | 0:39  | Tóquio                    |                                                                                     |
| Vitória | 9–1    | Yuuki Kondo        | KO (soco)                             | Smackgirl: Cool Fighter's Last Stand | 30/04/2005 | 2     | 0:50  | Shizuoka                  |                                                                                     |
| Derrota | 8–1    | Erin Toughill      | KO (soco)                             | Smackgirl: World ReMix 2004          | 19/12/2004 | 1     | 5:00  | Shizuoka                  |                                                                                     |
| Vitória | 8–0    | Yoko Takahashi     | TKO (socos)                           | Smackgirl: World ReMix 2004          | 19/12/2004 | 1     | 2:30  | Shizuoka                  |                                                                                     |
| Vitória | 7–0    | Miwako Ishihara    | Decisão (majoritária)                 | Shooto: Wanna Shooto 2002            | 14/04/2002 | 2     | 5:00  | Tóquio                    |                                                                                     |
| Vitória | 6–0    | Megumi Yabushita   | Finalização (mata leão)               | Jd': No Holds Barred                 | 13/01/2002 | 1     | 2:27  | Tóquio                    |                                                                                     |
| Vitória | 5–0    | Yoko Takahashi     | Finalização (chave de braço)          | ReMix: Golden Gate 2001              | 03/05/2001 | 1     | 1:11  | Japão                     |                                                                                     |
| Vitória | 4–0    | Megumi Yabushita   | Decisão (unânime)                     | ReMix: World Cup 2000                | 05/12/2000 | 3     | 5:00  | Nippon Budokan            |                                                                                     |
| Vitória | 3–0    | Becky Levi         | Finalização (chave de braço voadora)  | ReMix: World Cup 2000                | 05/12/2000 | 1     | 1:25  | Nippon Budokan            |                                                                                     |
| Vitória | 2–0    | Mika Harigai       | Finalização (mata leão)               | ReMix: World Cup 2000                | 05/12/2000 | 1     | 0:31  | Nippon Budokan            |                                                                                     |
| Vitória | 1–0    | Yuuki Kondo        | Finalização (chave de braço)          | L-1 2000: The Strongest Lady         | 22/11/2000 | 1     | 2:37  | Tóquio                    |                                                                                     |